# Leontofrone
Leontofrone o Eurialo è una figura della mitologia greca, figlio di Ulisse e di Evippe, figlia del re Tirimma di Dodona. Compare nella tragedia di Sofocle l'Eurialo.

## Il mito
Divenuto adulto, fu mandato dalla madre a Itaca con delle tavolette sulle quali aveva scritto "segni di riconoscimento", affinché Leontofrone fosse riconosciuto dal padre. Odisseo però, quando arrivò il giovane era assente. Quando il marito fece ritorno a casa, Penelope lo convinse a sopprimere il giovane, sostenendo ch'egli si trovasse a Itaca per ucciderlo. Odisseo seguì, senza riflettere, le indicazioni di Penelope e lo uccise.

### Fonti
- Andrea Debiasi, L'epica perduta: Eumelo, il Ciclo, l'occidente, Roma, L'Erma di Bretschneider, 2004, ISBN 88-8265-312-9.